# Fontanna na placu Wolności w Łodzi
Fontanna na placu Wolności – zabytkowa fontanna na Placu Wolności w Łodzi.

## Historia
Zabytkowa miejska studnia powstała w latach 30. XX wieku. Wykonali ją uczniowie Szkoły Rzemiosł Towarzystwa Salezjańskiego w Łodzi. Nieczynna i zapomniana na wiele lat, odzyskała swoją dawną świetność dzięki projektowi „Fontanny dla Łodzi”. Rekonstrukcji obiektu – z zachowaniem oryginalnych elementów i za zgodą miejskiego konserwatora zabytków – podjął się Łódzki Zakład Wodociągów i Kanalizacji. 15 lipca 2004 roku prezydent Łodzi Jerzy Kropiwnicki ponownie dokonał uroczystego odsłonięcia odrestaurowanej fontanny.

## Galeria

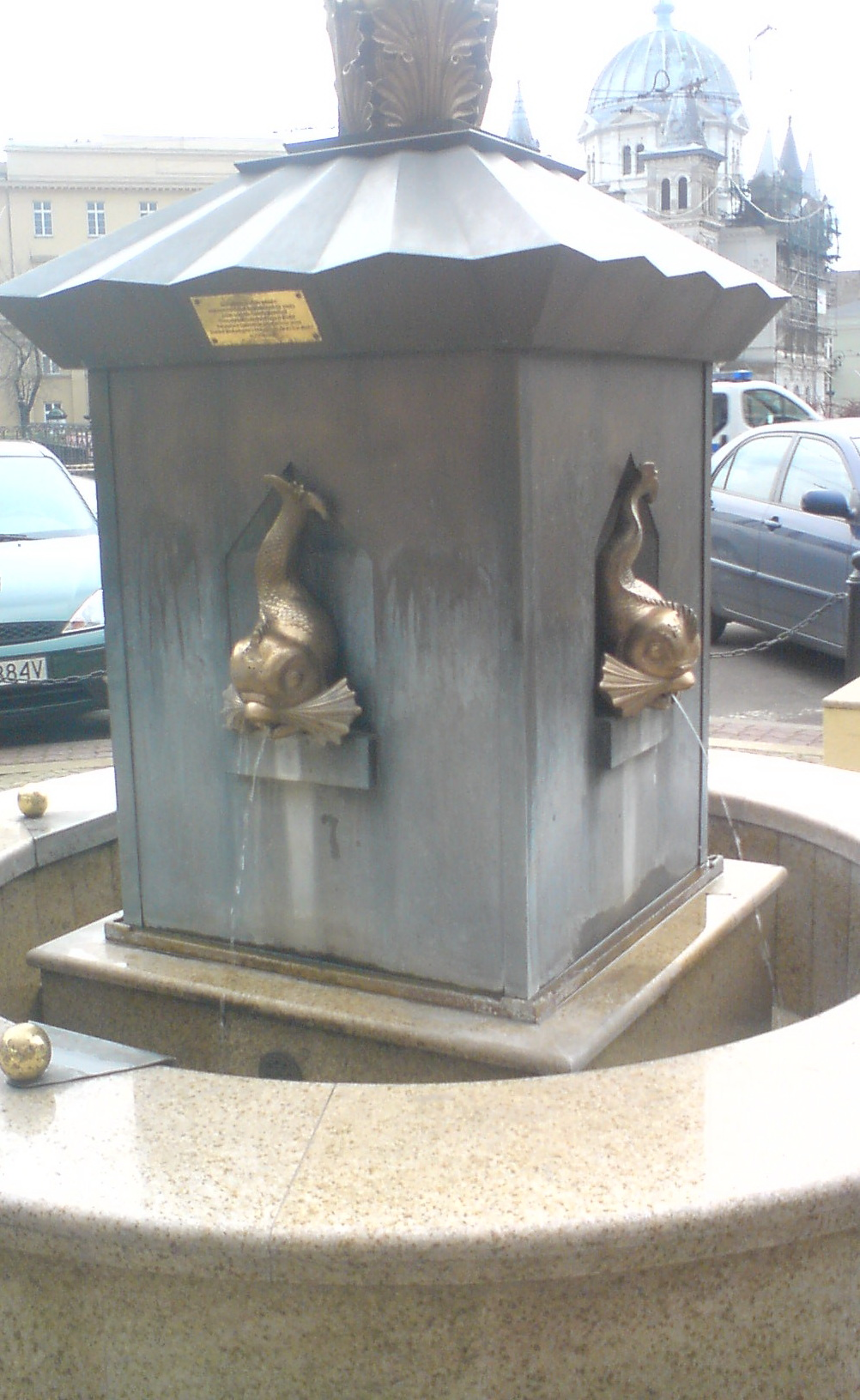
Fontanna w roku 2009
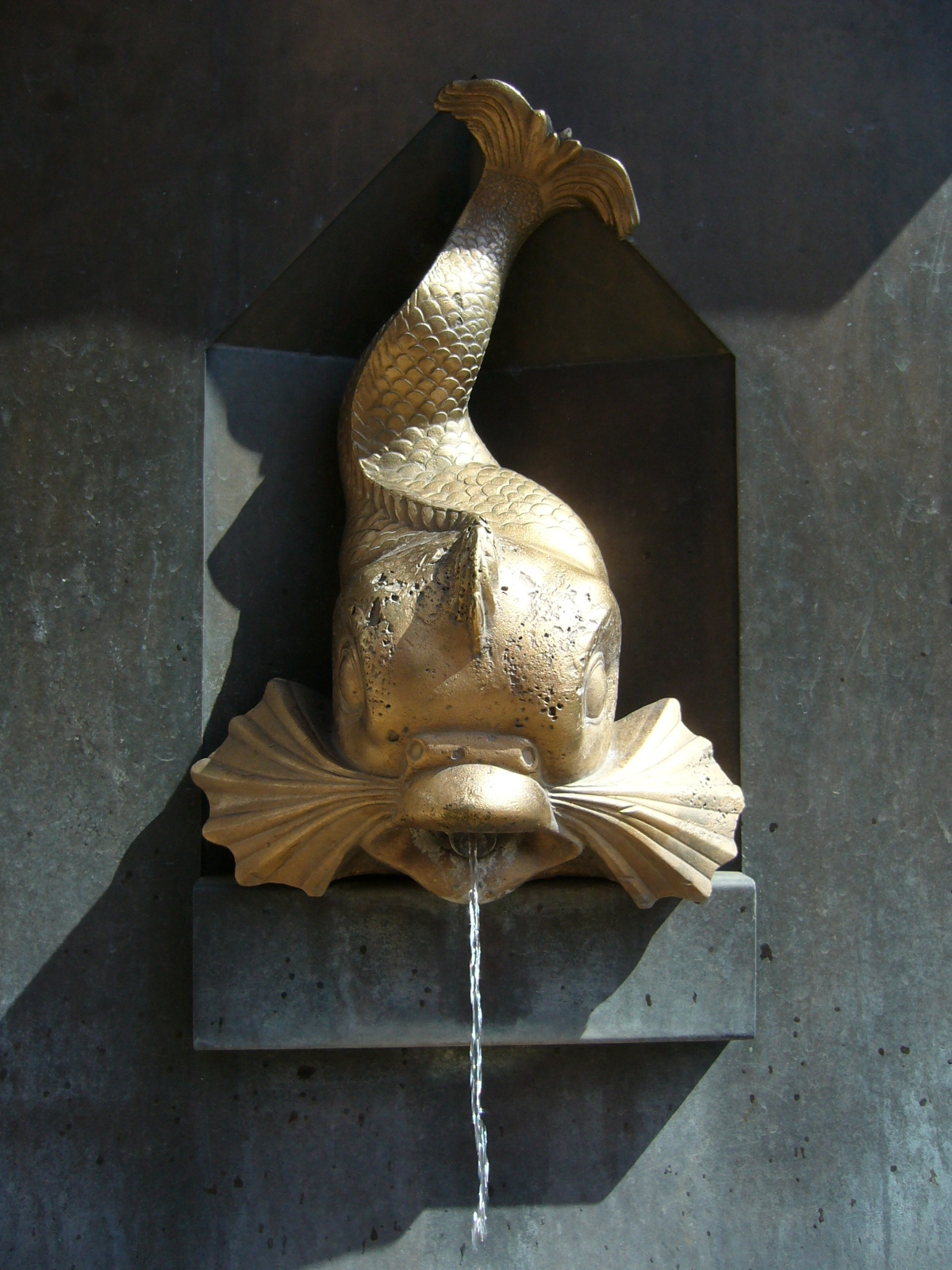
Fontanna. Detal.
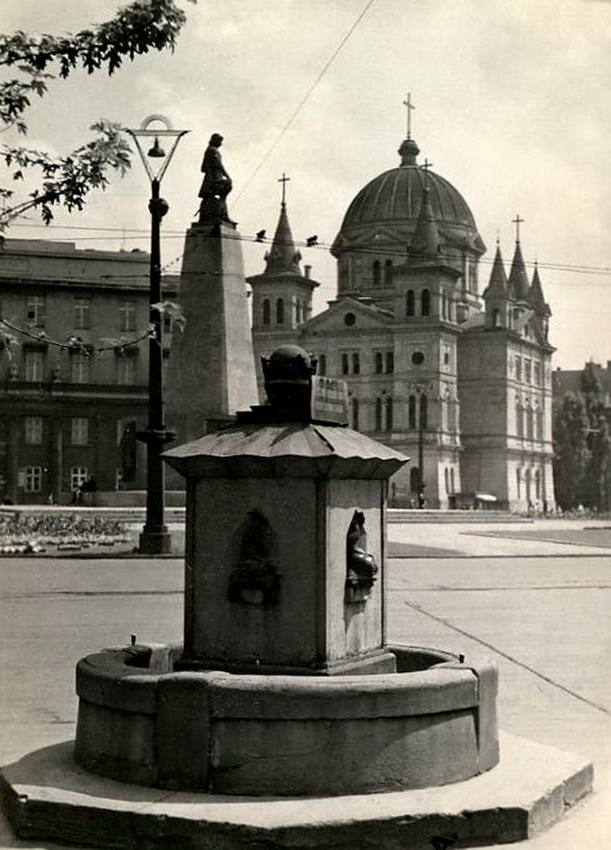
Pocztówka z roku 1965